# Alice Shields
Pour les articles homonymes, voir Shields.
Alice Shields, née Alice F. Shields le 18 février 1943 à New York, est une compositrice américaine de musique électronique et classique. Elle est connue pour son approche qui croise de manière innovante ces deux genres.

## Biographie
Alice Shields commence sa carrière en tant que cantatrice, à travers des rôles aussi bien traditionnels que modernes au New York City Opera, Metropolitan Opera, Opéra national de Washington (en), Clarion Music Society, Opéra de Wolf Trapa (en), Festival d'opéra de Lake George (en) et d'autres compagnies d’opéra.
Pendant les années 1990, elle étudie la danse-théâtre Bharata Natyam d'Inde du sud, en tant que vocaliste performant le nattuvangam (ru), une forme de récitation indienne rythmique avec le Swati Bhise Bharata Natyam Dance Company, lors de représentations impliquant les Nations unies, l'Asia Society et l’université de Wesleyan. Les compositions d'Alice Shields depuis les années 2000 témoignent de son immersion dans la musique et le théâtre classiques indiens. Depuis 2016, Alice Shields se tourne vers l’étude du théâtre Nô.
Alice Shields étudie à l'université Columbia et obtient un doctorat du département Art Musical en composition musicale. Elle étudie notamment avec Vladimir Ussachevsky, Jack Beeson, Otto Luening et Chou Wen-Chung. Elle devient directrice associée du centre de musique électronique de Columbia-Princeton, et directrice du développement du centre de musique par ordinateur de l’université Columbia. Elle enseigne la psychologie de la musique à l’université de New York, et fait des interventions sur ce même thème notamment à l’opéra de Santa Fe (en), le centre CUNY pour le développement des neurosciences, la Société Internationale pour la Recherche sur l’émotion, l'Association américaine de psychologie et l'Association nationale pour l'avancement de la psychoanalyse.
L’opéra environnemental ZHAOJÜN - La femme qui sauva le monde qu'Alice Shields compose en 2018 pour soprano, baryton et sept instruments, est interprété en novembre 2018 par l'Association pour la promotion de la nouvelle musique au Baruch Performing Arts Center à New York. Dans cet opéra, afin de mettre fin à la destruction environnementale contemporaine et créer la paix universelle, Zhaojün surgit du passé pour faire face au personnage de l'empereur. L'opéra féministe qu'Alice Shields compose en 2010, Criseyde, est une réécriture radicale de Troïlus et Criseyde, de Geoffrey Chaucer, et est chanté en moyen anglais. Il a été interprété au Festival VOX du New York City Opera en mai 2008.
Le travail d'Alice Shields est publié par l'Alliance des compositeurs américains (en) et est enregistré par Koch International Classics, New World, CRI, American Composers Alliance Recordings, Tellus, Opus One et Albany Records.

## Productions artistiques

### Opéra
- Jack Dunne's’ Revenge (1966) - opéra en un acte pour deux chanteurs et un orchestre de chambre, livret et chorégraphie par la compositrice en moyen anglais et anglais de la renaissance, sur les écrits de John Donne qui tournent autour de la mort, ainsi que des pièces de théâtre anglaises.
- The Odyssey Of Ulysses The Palmiped (Odyssey 1) (1968) - opéra en un acte pour deux chanteurs, un chœur masculin et quatre instruments ; livret par la compositrice basé sur la pièce The Odyssey of Ulysses the Palmiped de Roger Gilbert-LeConte’s Dada
- Odyssey 2 (1970) - opéra en un acte pour deux chanteurs, un chœur masculin, piano et percussion ; livret et chorégraphie par la compositrice dans le style du théâtre No, base sur le livre égyptien des morts, et la pièce The Odyssey of Ulysses the Palmiped de Roger Gilbert-LeConte’s Dada
- Odyssey 3 (1975) - opéra en un acte pour deux chanteurs, un chœur masculin et orchestre de chambre pour 21 instruments ; livret et chorégraphie par la compositrice dans le style du théâtre Nô ; en langage de l’Odyssée d’Homère : Odyssée rencontre son fils Télémaque sans le reconnaître, et lui tend un piège
- Shaman (1987) - opéra en un acte pour quatre chanteurs, un chœur, 4 instruments et une piste audio ; livret par la compositrice et Edward Barrett, basé sur le chamanisme des natifs américains
- Wraecca (1989) - opéra en un acte pour 3 chanteurs, violoncelle et piano, basé sur le chant grégorien ainsi que des poèmes anglo-saxons ; livret par la compositrice, dans lequel le dieu Odin finit par se sacrifier
- Komachi At Sekidera (1990 - opéra en un acte pour soprano, flûte alto et koto ; livret par la compositrice basée sur la pièce de théâtre Nô Sekidera Komachi
- Mass For The Dead (1992) - opéra en un acte pour quatre chanteurs, un chœur, 4 instruments et une piste audio ; livret par la compositrice en latin, grec et anglais, basé sur une histoire de fantômes et un requiem
- Shivatanz (1993) - opéra en un acte pour mezzo-soprano et piste audio ; livret de la compositrice basé sur un hymne traditionnel sanskrit au dieu Shiva, et un poème pour Devi en hindi écrit par Schields.
- Apocalypse (1994) - opéra en deux actes pour trois chanteurs, un chœur, des danseurs, guitare électrique, synthétiseur et piste audio ; livret par la compositrice basé sur des textes en grec, gaelic et sanskrit ; chorégraphie par la compositrice dans le style Bharata Natyam
- Criseyde (2010) - opéra en deux actes pour quatre chanteurs, un ensemble de 3 chanteurs et 14 instrumentistes ; livret par la compositrice d’après une réécriture féministe de Troilus and Criseyde de Chaucer, chanté en moyen anglais.
- Zhaojün - The Woman Who Saved the World (2018) - opéra un acte pour soprano, baryton, et sept instruments ; livret par la compositrice, inspiré par la poésie et le théâtre chinois anciens. Zhaojün voyage depuis le passé jusqu’à notre siècle afin de persuader l'empereur de mettre fin a la destruction de l'environnement et de créer la paix universelle.

### Instrument et électronique
- Azure (2003) pour flûte, violon, alto, violoncelle & piste audio, en mode Todi raga (registre musical indien)
- Mioritza — Requiem pour Rachel Corrie (2004) pour trombone & piste audio, avec poème d'Alice Shields
- Kyrielle (2005) pour violon et piste audio, basé sur des chants grégoriens associes à la Vierge Marie.
- The River of Memory (2008) pour trombone et piste audio.

### Voix et instrument
- Two Amerindian Poems (1965) pour deux voix, sur les poèmes amérindiens
- Three Songs on Poems of Samuel Beckett (1965) pour voix et violoncelle
- Sow (as in“pig”) (1966) cantate pour mezzo-soprano, baryton, 2 chœurs & ensemble de chambre, basé sur des pièces de théâtre médiévales anglaises
- Wildcat Songs (1966) pour soprano & piccolo, en anglais, basé sur des chansons chamaniques amérindiennes
- Spring Music (1967) pour soprano, trompette et hautbois sur un poème de Ronald Johnson
- The Storyteller (1967) cantate pour for basse-baryton et orchestre, sur l'histoire amerindienne
- Richard III: Speeches for Male Actor, Trumpet and Drum (1968) musique pour "Richard III" de Shakespeare
- Incidental Music for Solo Singer in Strindberg’s “The Father” (1968) musique pour "The Father" de Strindberg
- Neruda Songs (1981) pour soprano et violoncelle, en anglais, sur des poèmes de Pablo Neruda
- Levertov Songs (1986) pour mezzo-soprano & alto, sur des poèmes de Denise Levertov
- Aurora  (1987) pour violon et hautbois
- Ave (1989) drame musical a cappella en un acte pour mezzo-soprano & baryton
- Rani tero (2002) pour alto, quatre violes & tambura, sur un poème traditionnel hindi en raga Puria Dhaneshri
- From the Ocean of Beauty - Saundarya Lahari (2006) pour flûte, alto & harpe
- Hindustani Songs (2013) trois chants pour soprano & piano, sur des mélodies traditionnelles indiennes
- Namasté (2013) pour mezzo-soprano et piano, sur un poème traditionnel indien
- Larynx (2018) pour piccolo, piano & trois percussionnistes
- The Wind in the Pines (2018) pour soprano, alto, flûte alto, harpe de la Renaissance, oud et percussion, base sur la pièce de théâtre Nô Matsukaze, commissionnée par la Chamber Music America

### Électronique et piste audio
- Electronic Cues for Sam Shepard’s Radio Plays “Icarus” and “4-H Club" (1966) dirigée par Sam Shepard & Omar Shapli, avec un casting incluant l'acteur Joseph Chaikin, pour Riverside Radio (WRVR)
- Electronic Cues for Robert Ward’s opera “The Crucible” (1966) assistance a la composition de Vladimir Ussachevsky, avec la voix modifiée d'Alice Shields, pour des performances au Lake George Opera Festival
- Walking on the Surface of the Sun (1967) musique électronique
- My Feathers are Growing Longer (1967) musique électronique pour danse moderne
- Electronic Cues to Marvin Levy’s opera “Mourning Becomes Electra” (1967) assistance à la composition de Vladimir Ussachevsky, pour la première de l’opéra “Mourning Becomes Electra” de Marvin Levy’s, par le Metropolitan Opera au Lincoln Center, avec la voix modifiée d'Alice Shields; dirigé par Zubin Mehta
- Line of Apogee (1967) musique de film électronique composée avec Vladimir Ussachevsky & Pril Smiley pour le film psychedelique “Line of Apogee” de Lloyd Williams
- Incredible Voyage (1967) la première musique électronique pour long-métrage diffusé à la télévision, composée avec Vladimir Ussachevsky, Otto Luening & Pril Smiley pour un documentaire narré par Walter Cronkite pour CBS-TV
- The Witches’ Scenes from Macbeth (1968) musique électronique pour le Stratford Shakespeare Festival (Connecticut), dirigé par John Houseman
- Study for Voice and Tape (1969) voix chantée d'Alice Schields sur des poèmes écrits par elle
- The Transformation of Ani (1970) voix chantée d'Alice Schields du Livre des Morts égyptien
- We (1970) pièce radiophonique électronique basée sur le roman futuriste de Yevgeny Zamiatin’s écrit en 1920, pour le Canadian Broadcasting System, composée avec Vladimir Ussachevsky
- Farewell to a Hill (1975) avec sons de cloches, canards colverts et sons électroniques ; premier enregistrement en quadriphonie en musique électronique (diffusé par Atlantic Records)
- Incidental Music for “Woyzeck” for Four Actor-Singers (1988) musique pour la pièce Woyzeck de Georg Büchner
- The Red Woman (An Bean Rua) (1993) pour actrice et piste audio. Poèmes anglais, et poèmes irlandais enregistrés par Alice Schields
- The Lament of the Fairies (Port Na bPucai) (1993) piste audio et voix chantée enregistrée en irlandais, de la côte ouest de l’Irlande
- Snow (1993) pour acteur et piste audio sur le poème "'Snow de Greg Muirhead. Le narrateur parle d'un homme SDF mort de froid dans la neige.
- Hier Spukt Es, Fragile Breakfast, and Sparkling Brains: Three Animations created on Macromedia Director and KPT Bryce" (1995-1996) poèmes et graphiques d'Alice Schields
- Vegetable Karma (1999) en Todi raga, avec samples de hip-hop
- Dust (2001) en Madhuwanti raga & Todi raga, avec des rythmes cycliques traditionnels Bharata Natyam jethi-s
- Shenandoah (2002) pour danse moderne, basé sur les récits oraux des nouveaux immigrants de la vallée de Shenandoah
- The Mud Oratorio (2003) pour danse moderne, sur deux marais protégés en tant que réserves naturelles
- White Heron Dance (2017) pour danseurs du théâtre Nô, basé sur le rituel japonais Sa-gi Mai, quand un humain s'unit avec les sons de la nature

## Discographie
- Farewell to a Hill, Atlantic Records (Finnadar), le premier enregistrement en quadriphonie pour la musique électronique - 1975
- Wildcat Songs, Opus One Records #13 Stephanie Kurash, soprano ; Paul Dunkel, piccolo - 1976
- Neruda Songs, Opus One Records #83 Johanna Arnold, soprano ; Andre Emilianoff, violoncelle - 1983
- Coyote, Composers Recordings Inc. CRI#495 De l’opéra électronique SHAMAN, avec la voix d'Alice Shields - 1984
- Voices, Tellus #22 créé par ordinateur SUN[Quoi ?], avec des samples de chants grégoriens - 1988
- Rhapsody for Piano and Tape, Opus One Records #94 Yolanda Liepa, piano
- Line of Apogee, New World Records #80389, assistance à la composition de Vladimir Ussachevsky - 1991
- El's Aria, Opus One records #90, aria pour soprano, flûte and piste audio de l’opéra SHAMAN
- Apocalypse - An Electronic Opera New World Records #NWCR647, avec Michael Willson, baryton ; Alice Shields, mezzo-soprano & Jim Matus, guitare électrique - 1993
- Study for Voice and Tape, Dance Piece No.3, New World Records #80521, chanté par Shields - 1997
- Komachi at Sekidera, Koch International Classics #3-7503-2111 - ?
- The Transformation of Ani, New World Records #80644 (réédition digitale de 1970)- 2006
- Organ Screaming & Dawn Wind, New World Records #NWCR670, de l’opéra Apocalypse, chanté par Alice Shields - 2007
- Shenandoah - Three Electronic Works, Albany Records #TROY699 - 2004
- The Transformation of Ani, New World Records #NWCRL268 - 2010
- Kyrelle, Albany Records #TROY1305, pour violon et piste audio, avec Airi Yoshioka au violon
- White Heron Dance, ACA Recordings #USA-ACA193428351646 ; basé sur le rituel japonais Sa-gi Mai, quand un humain s'unit avec les sons de la nature